# Manillahennep

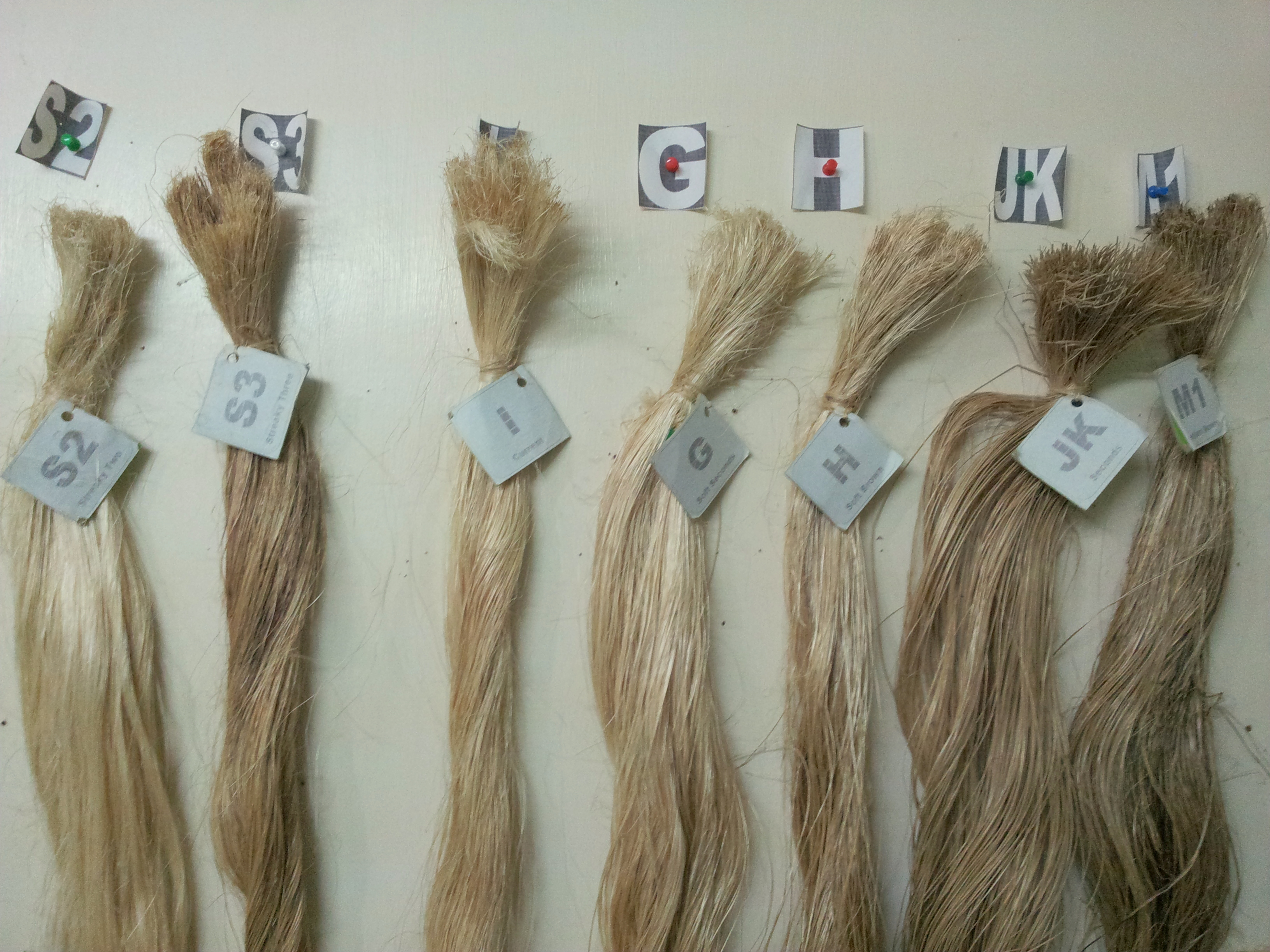
Manillahennep

Manillahennep, ook wel abacá genoemd, is een lichtgele vezel uit de bladstengel van de abaca (Musa textilis), een bananenplant die geteeld wordt op de Filipijnen (grootste leverancier wereldwijd), Ecuador en Costa Rica. De term abacá wordt ook gebruikt om het textielweefsel, gemaakt van deze vezel, aan te duiden.
De vezel wordt beschouwd als de sterkste natuurlijk vezel en is 3 keer zo sterk als sisal. Vergeleken met synthetische vezels zoals viscose en nylon heeft manillahennep een hogere treksterkte en een lagere rek in zowel natte als droge toestand.

## Naamgeving
Manillahennep is vernoemd naar de Filipijnse hoofdstad Manilla. Omdat hennep in Europa een van de vroegst bekende sterke natuurlijke vezels was, werden vergelijkbare vezels die men in het koloniale tijdperk in andere werelddelen leerde kennen vaak vernoemd naar deze vezel.

## Geschiedenis

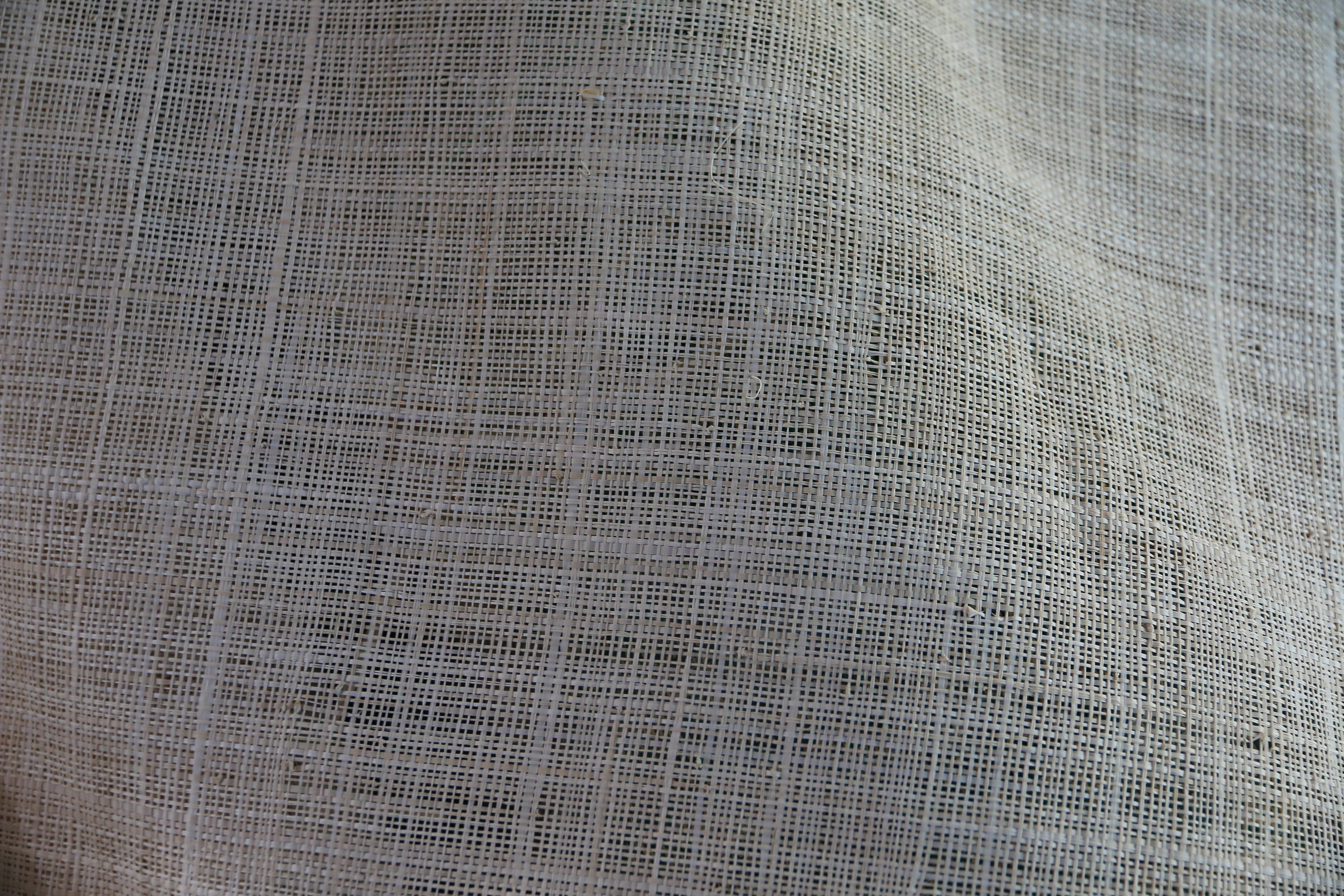
Geweven abacátextiel

Europeanen kwamen voor het eerst in contact met manillahennep toen Ferdinand Magellaan in 1521 op de Filipijnen landde. De inheemse bewoners verbouwden de plant en gebruikten de vezels voor textiel. Gedurende het Spaanse koloniale tijdperk werd het medriñaque genoemd. In 1897 exporteerden de Filipijnen bijna 100.000 ton manillahennep, en was het samen met tabak en suiker een van de drie grootste marktgewassen. Van 1850 tot het einde van de 19e eeuw wisselden suiker en manillavezel elkaar af als het grootste exportgewas van de Filipijnen. Voordat synthetische vezels in gebruik kwamen was manillahennep de belangrijkste vezel om zachte, zijdeachtige stoffen te kunnen maken.

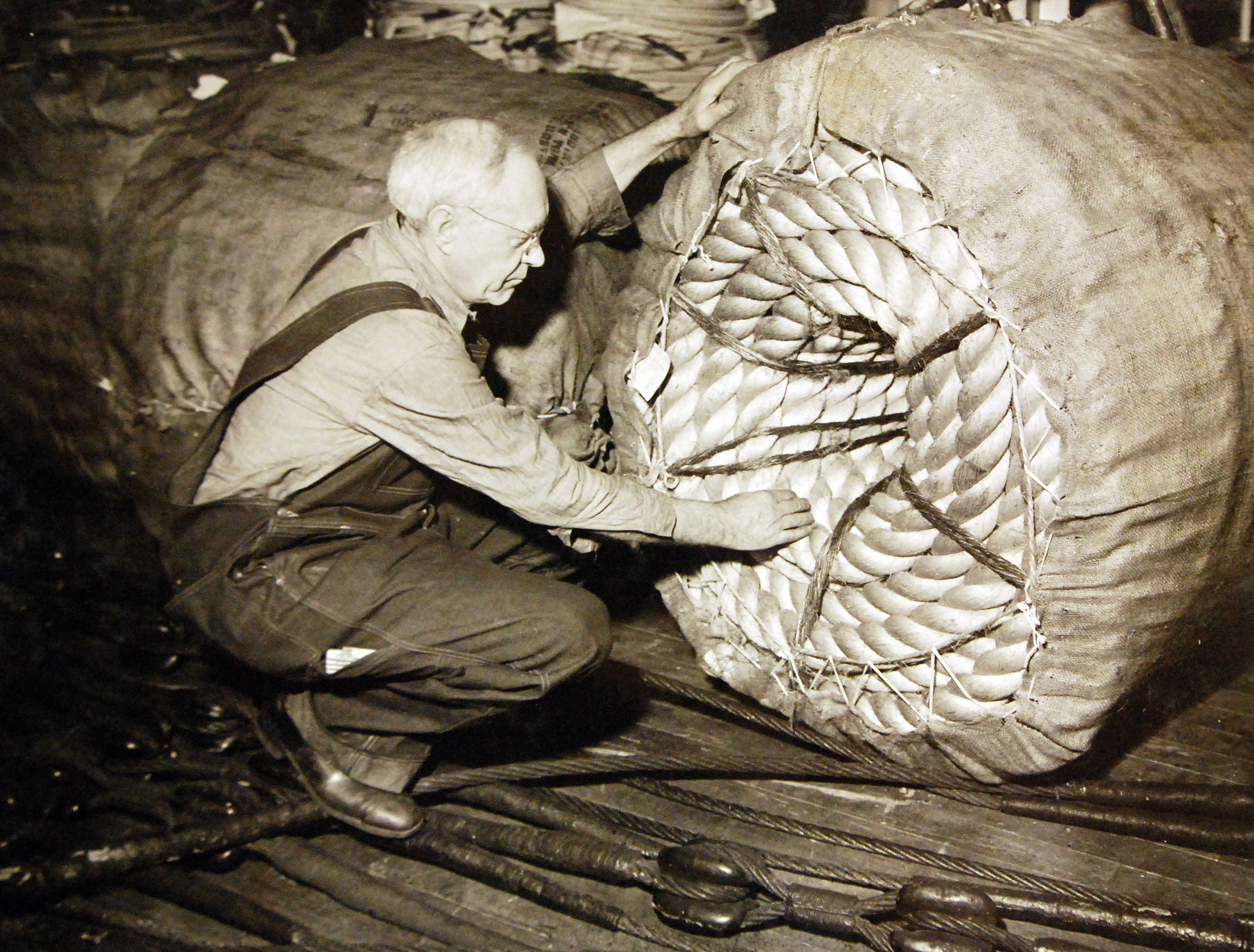
Manillatouw in de haven van New York, 1941

## Samenstelling vezel
De chemische samenstelling van manillahennep is:
| Parameter     | Percentage (%) |
| Cellulose     | 76,6%          |
| Hemicellulose | 14,6%          |
| Lignine       | 8,4%           |
| Pectine       | 0,3%           |
| Was en vet    | 0,1%           |

## Toepassingen

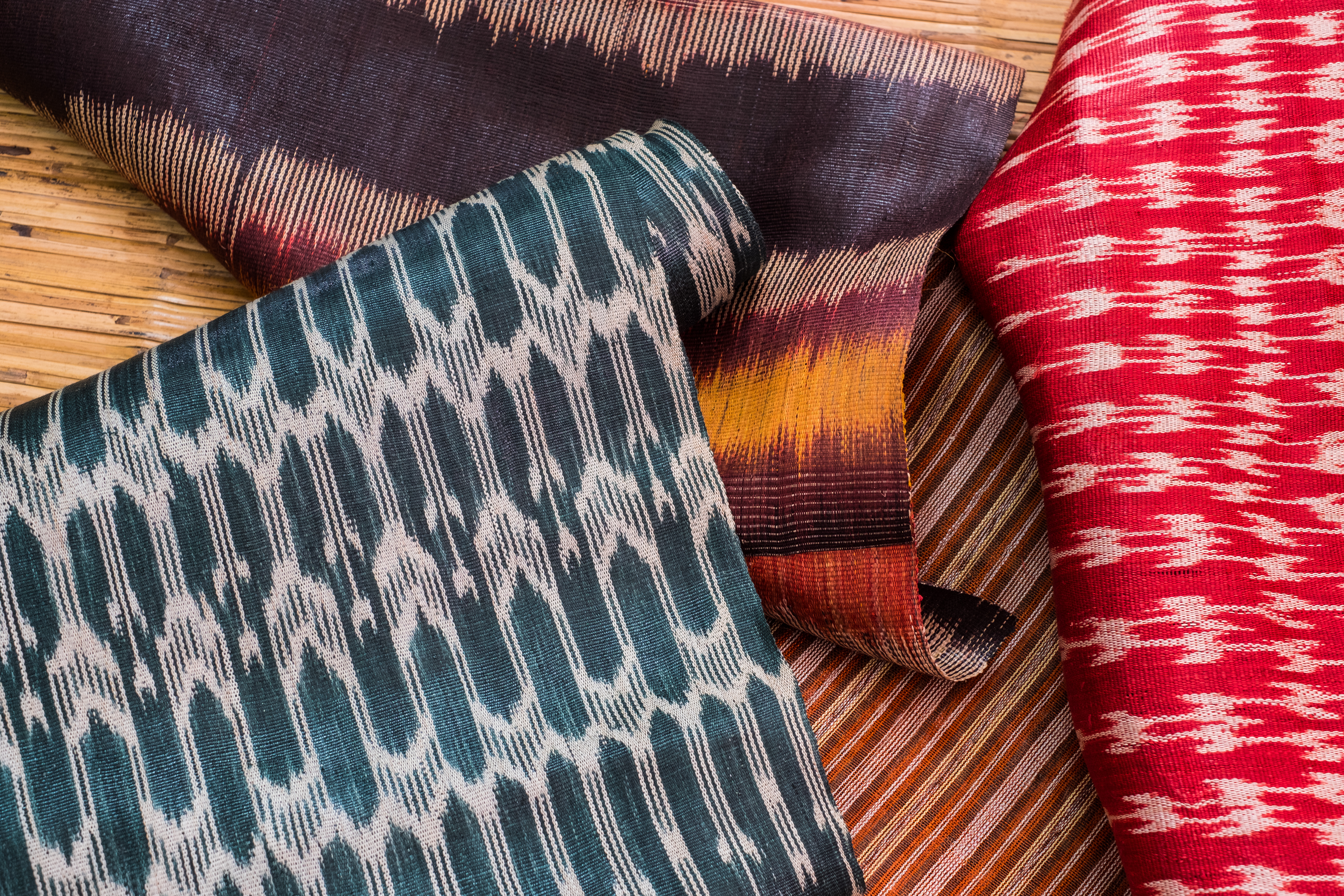
T'nalak, gemaakt van manillahennep

### Textiel
Bananatex® is geheel recyclebaar textiel dat op duurzame wijze op grote schaal geproduceerd wordt en sinds 2021 Cradle to Cradle gecertificeerd is. De verschillende stoffen bestaan voor 100% uit manillahennep, en zijn ontwikkeld door de Zwitserse productontwikkelaar en tassenfabrikant QWSTION.
Inheemse Filipijnse stoffen zoals T'nalak (tinalak) (door vrouwen van de Tiboli-stam in Zuid-Cotabato geweven stoffen met patronen die door dromen ingegeven worden) worden nog altijd met de hand van manillahennep gemaakt. Dergelijk abacátextiel is te vinden in museumcollecties over de hele wereld, zoals in het Boston Museum of Fine Arts en het Textielmuseum van Canada.
Andere stoffen die gemaakt worden van manillahennep zijn sinamay, pinukpok en dagmay.

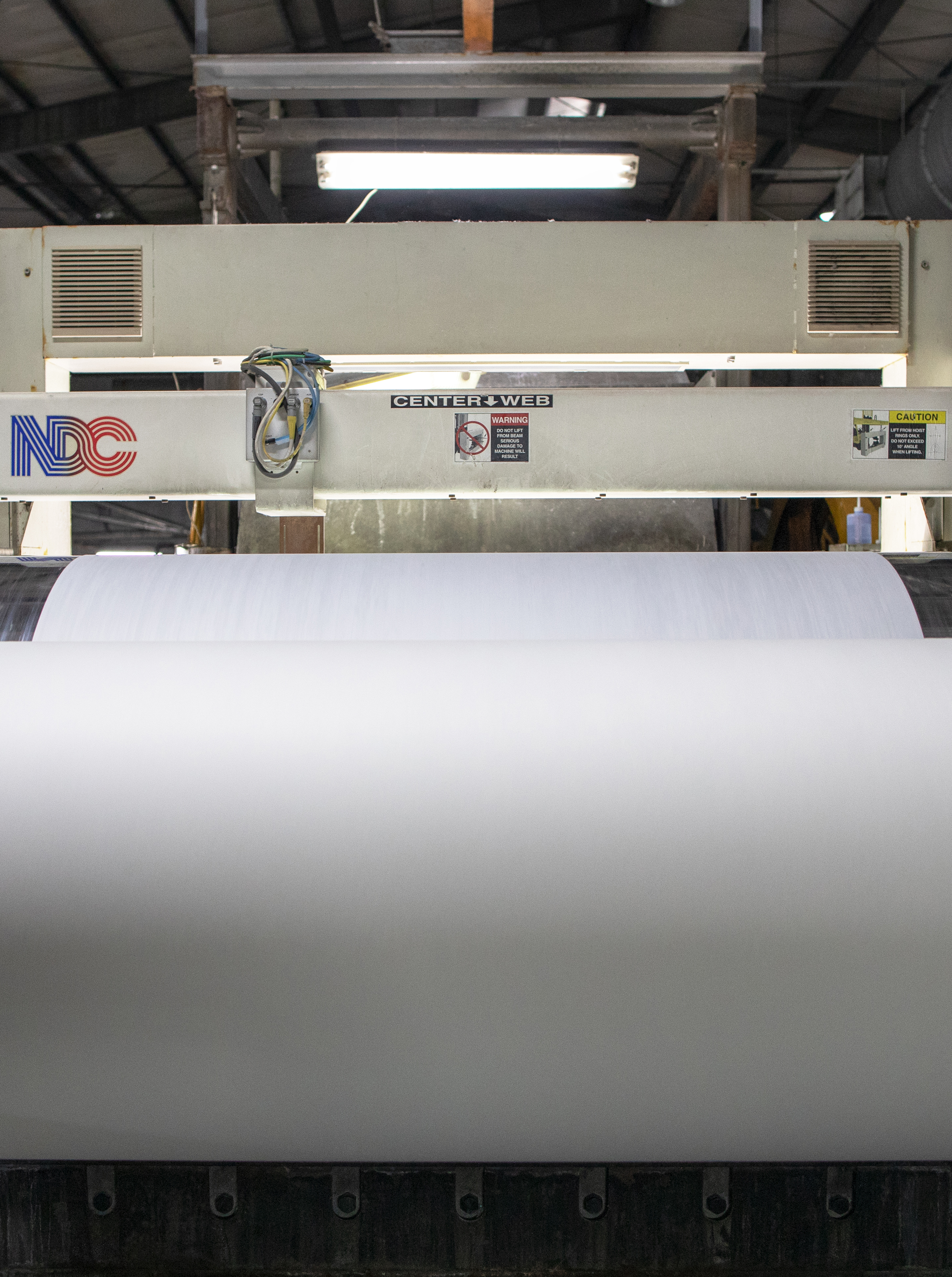
Abacápapier

### Touw
De vezel wordt ook gebruikt voor het maken van Manillatouw. Dit touw is zeer duurzaam, flexibel en bestand tegen zoutwaterschade, waardoor het vroeger vooral werd gebruikt in trossen, scheepslijnen en visnetten. Met de opkomst van sterke synthetische vezels wordt het touw nu zelden nog daarvoor gebruikt. Wel wordt het nog gebruikt op klassieke schepen, in de veeteelt of industrie, als decoratiemateriaal in verschillende situaties, maar ook bij het pionieren door de Scouting.

### Overig
De vezels worden gebruikt voor het maken van hangmatten, vloermatten en verschillende soorten canvas. Het materiaal wordt ook toegepast als draad-isolator, in auto-onderdelen en composieten. Tevens wordt het gebruikt om er manden van te vlechten, inclusief ecologische uitvaartmanden.
Verpulverde vezels worden als papier gebruikt voor theezakjes, bankbiljetten, filterpapier, boekbindersmateriaal en lampenkappen. Ook wordt het materiaal toegepast in medisch textiel zoals gezichtsmaskers, (wegwerp-) schorten en ziekenhuislinnen.